# Iris leptophylla
Iris leptophylla är en irisväxtart som beskrevs av Alexander von Lingelsheim och Hans Wolfgang Limpricht. Iris leptophylla ingår i släktet irisar, och familjen irisväxter. Inga underarter finns listade i Catalogue of Life.